# Tossal de les Tres Muntanyes
El Tossal de les Tres Muntanyes és una muntanya de 2.462,6 m. alt. termenal entre els termes municipals de Sarroca de Bellera, dins del terme municipal de Benés, de l'Alta Ribagorça, agregat al de Sarroca de Bellera el 1970, i la Torre de Cabdella, en el municipi primigeni d'aquest nom.
És a la Serra dels Tres Pessons, al nord-est de la vall de la Valiri, o d'Avellanos, al nord-oest del Tossal de les Comes de Guiró i al sud-oest del Tossal d'Astell. D'aquest tossal arrenca cap a llevant el Serrat d'Escobets.